# Люберцы I
Лю́берцы I (Лю́берцы Пе́рвые) — узловая железнодорожная станция Казанского и Рязанского направлений Московской железной дороги в городе Люберцы Московской области. Станция была открыта при сооружении железной дороги в 1862 году. По основному применению является грузовой, по объёму работы отнесена к 1 классу.
После станции Люберцы I железнодорожная линия разделяется: на восток идут пути Казанского (на Черусти, Муром I, Арзамас II), а на юго-восток — Рязанского (на Раменское, Голутвин, Рязань I) направлений. До станции Раменское от Москвы-Пасс.-Казанской продолжается четырёхпутный участок с четырёхзначной светофорной автоблокировкой на 1 и 2 путях, в то время как участок Люберцы — Черусти является двухпутным с трёхзначной светофорной автоблокировкой.
На станции находится четыре пассажирских платформы. Платформы соединены крытым мостом.
До реконструкции 2005 года выход на первую и вторую железнодорожные платформы осуществлялся через подземный переход, на третью платформу — со стороны северных Люберец. После строительства четвёртой платформы, предназначенной для скоростных электропоездов типа «Спутник», общей реконструкции железнодорожной инфраструктуры на участке Москва — Раменское и строительства крытого пешеходного моста выход на платформы стал осуществляться по мосту, а подземные проходы были закрыты. На станции Люберцы I делают остановку скоростные электропоезда типа «Спутник», связывающие Раменское с Москвой. Кроме этого, на станции Люберцы I делает остановку концептуальный экспресс «Москва — Куровская» как по направлению из Москвы, так и в сторону Казанского вокзала, а также концептуальный экспресс «Москва — Голутвин» по направлению от Москвы, в сторону Казанского вокзала остановка отсутствует.
Время в пути до Москвы на простой электричке — 33-35 минут, на «Спутнике» — 20-22 минуты.
Станция Люберцы I является одной из наиболее загруженных на Московской железной дороге. Особенно остро это ощущается в утренние и вечерние часы пик. На станции два рубежа турникетов: первый при выходе на Октябрьский проспект или Инициативную улицу. Второй — на платформе для «Спутников». Переход через железную дорогу осуществляется по подземному переходу, не имеющему выходов на платформу. От станции Люберцы I при выходе «из Москвы направо» следуют автобусы до Дзержинского (автобусы № 20, 21 (следуют как транспорт общего пользования, суммарный интервал движения — 5 минут), а также маршрутное такси «Спринтер Мострансавто», следующее ежедневно с максимальным интервалом 8 минут), а также до Лыткарино — автобусы Мострансавто, следуют как транспорт общего пользования, интервал автобусов — 15—20 минут. Следуют до Лыткарино также и маршрутки других организаций, но об их следовании информации нет.

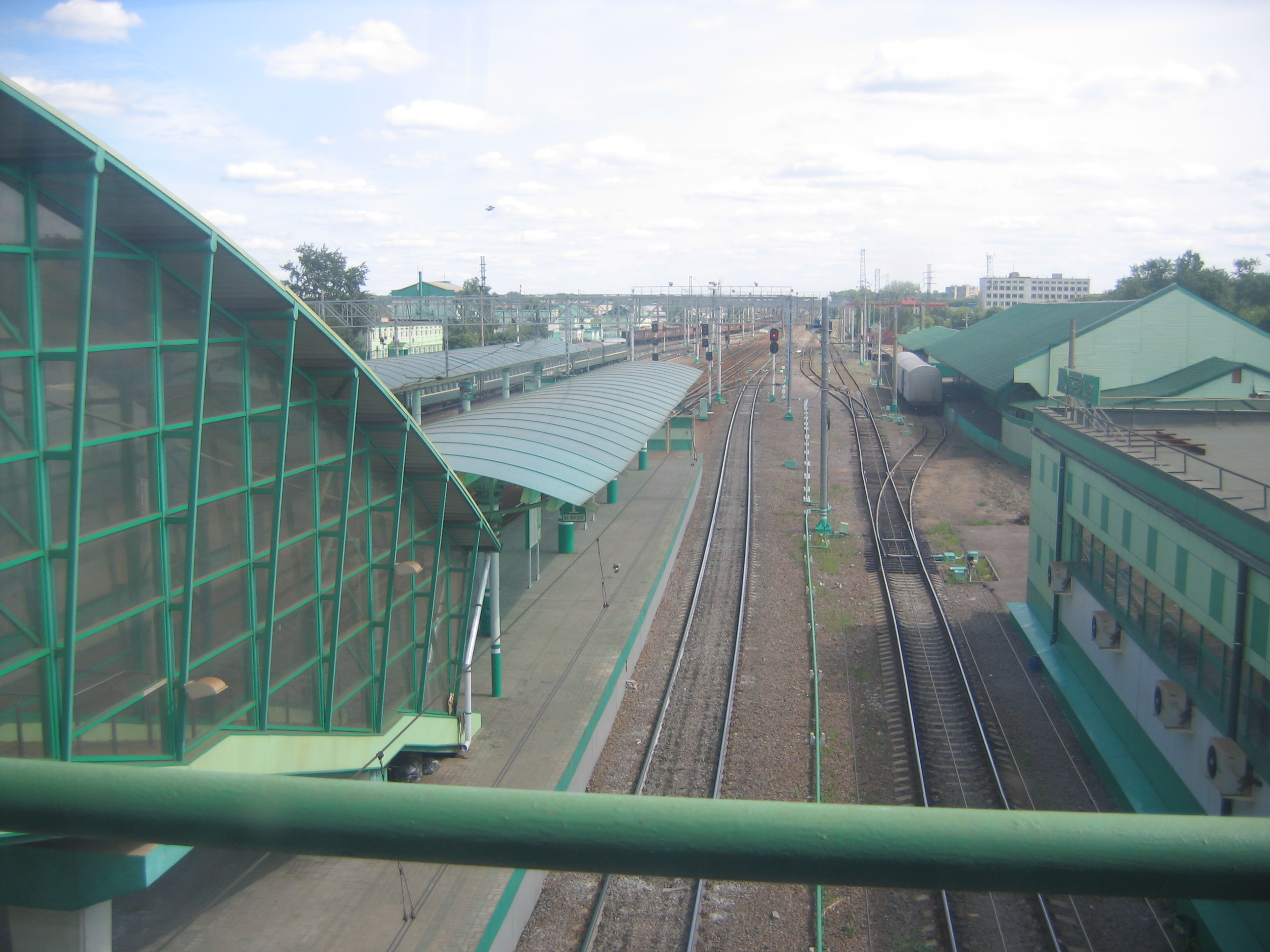
Вид на станцию с моста над путями

Бывшая станция Панки находится в границах станции Люберцы I, парк Панки.
От станции отходит тупиковая ветка к городу Дзержинский. На ней находятся парк Мальчики (бывшая самостоятельная станция), станция Яничкино, бывшая станция/платформа Дзержинская. До 1997 года на ветке существовало пассажирское движение от бывшей станции Панки (по разобранной ныне соединительной ветви) до ст. Дзержинская. От парка Мальчики также отходит промышленная ветка ППЖТ на Лыткарино с подъездными путями к ряду предприятий (в том числе на Московский нефтеперерабатывающий завод, ТЭЦ-22).
На момент 1975-1985-х годов на территории станции (впритык к боковой платформе) находился вокзал с кассами.